# Moncodeno
Il Moncodeno (Moncoeuden in lombardo) è un circo glaciale  localizzato sul versante nord della Grigna settentrionale, per la maggior parte nel territorio amministrativo del Comune di Esino Lario e in minima parte di quello di Cortenova, prende il nome dall'alpeggio omonimo. 

## Descrizione
Il paesaggio è notevolmente carsificato e sono presenti centinaia di grotte, alcune delle quali molto importanti.
Tra tutte ricordiamo il complesso dell'Alto Releccio Alfredo Bini, che, con i suoi 1190 m di profondità, rappresenta una delle più profonde grotte in Italia, e la Grotta di Moncodeno, una grotta, visitata anche da Leonardo da Vinci che conserva il ghiaccio e una temperatura ridotta anche in piena estate.

## Storia

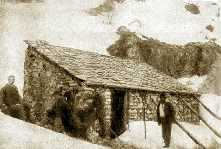
Capanna Moncodeno (1881)

Nel 1881 si celebra a Milano il quattordicesimo congresso degli alpinisti italiani. I delegati del Club Alpino Italiano (CAI) vengono invitati a partecipare ad una cerimonia destinata ad entrare nella storia dell'alpinismo lombardo. A 1800 m di quota, sul versante settentrionale della Grigna settentrionale (Grignone), nella zona nota al mondo scientifico per gli studi del presidente della sezione milanese del Cai, l'abate e geologo lecchese Antonio Stoppani, viene inaugurata la Capanna di Moncodeno. È il primo rifugio su quelle che, nei decenni successivi, diventeranno le montagne più popolari della Lombardia, le Grigne.
La Capanna fu distrutta da una valanga nel 1897. Il CAI di Monza decise di ricostruirla poco distante nel 1906 chiamandola Capanna Monza. Questa fu incendiata e distrutta nuovamente dai nazifascisti nel 1944. Al nuovo edificio, ricostruito e inaugurato nel 1951, fu dato il nome di Rifugio Arnaldo Bogani.

Galleria d'immagini
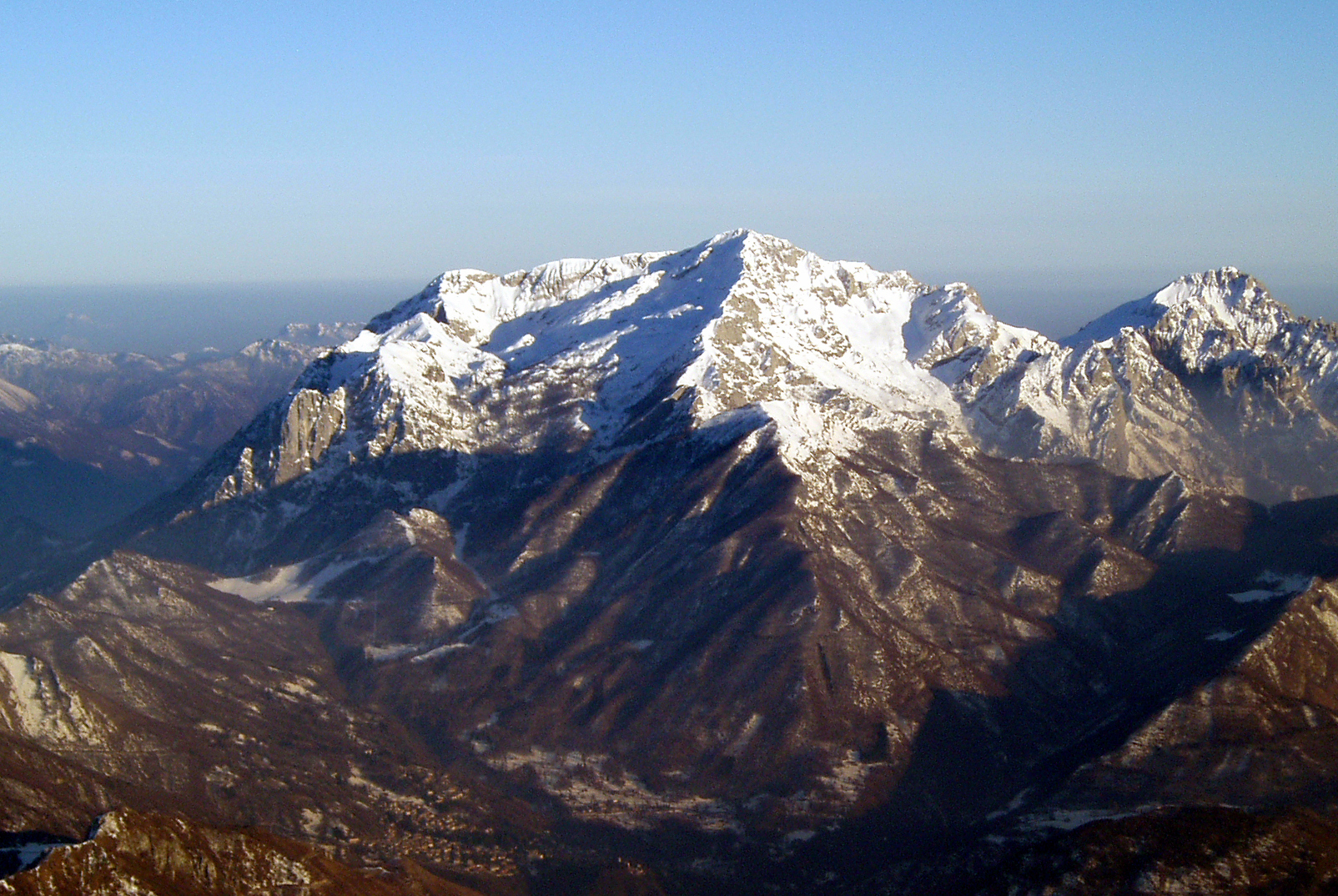
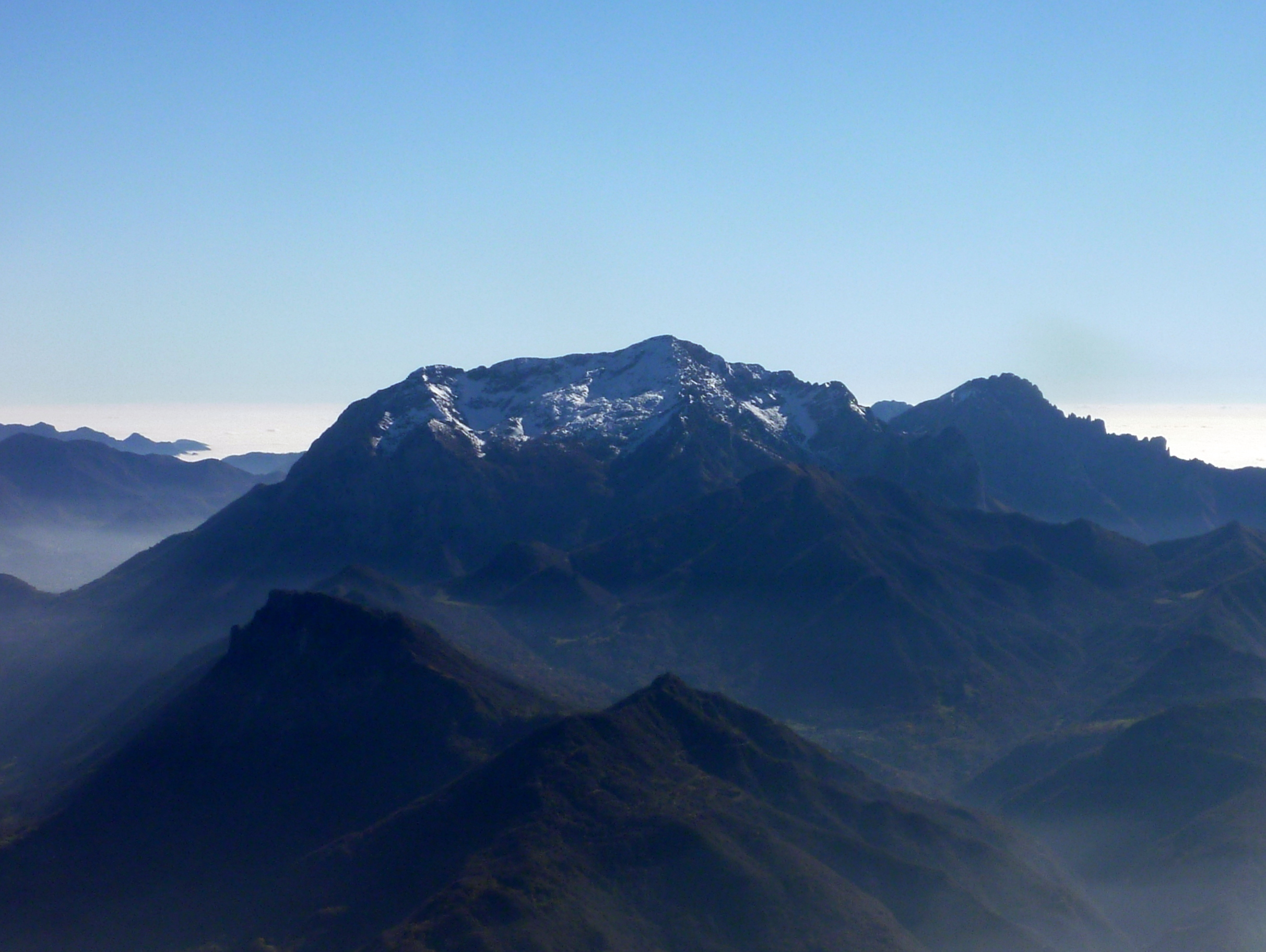
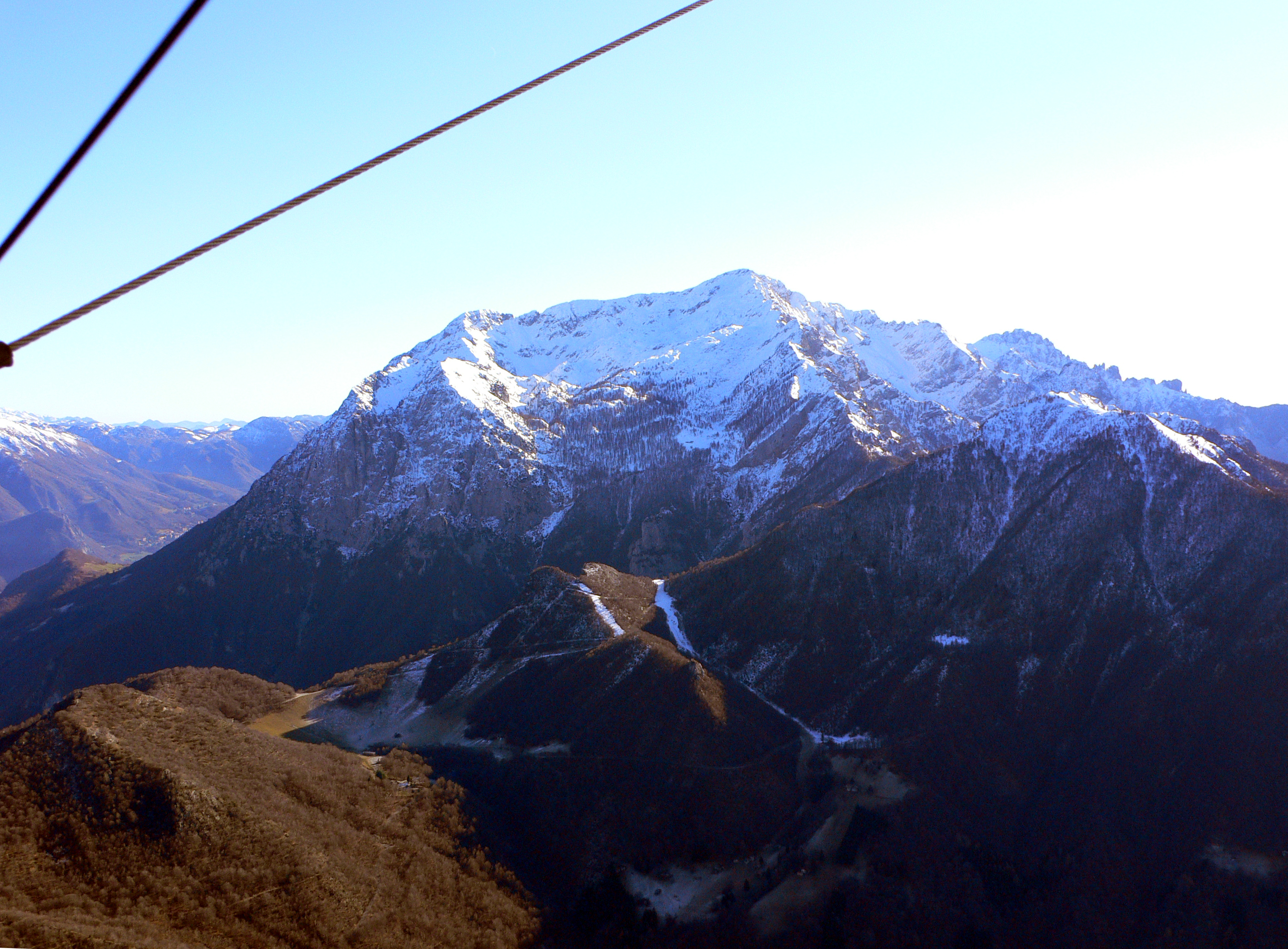
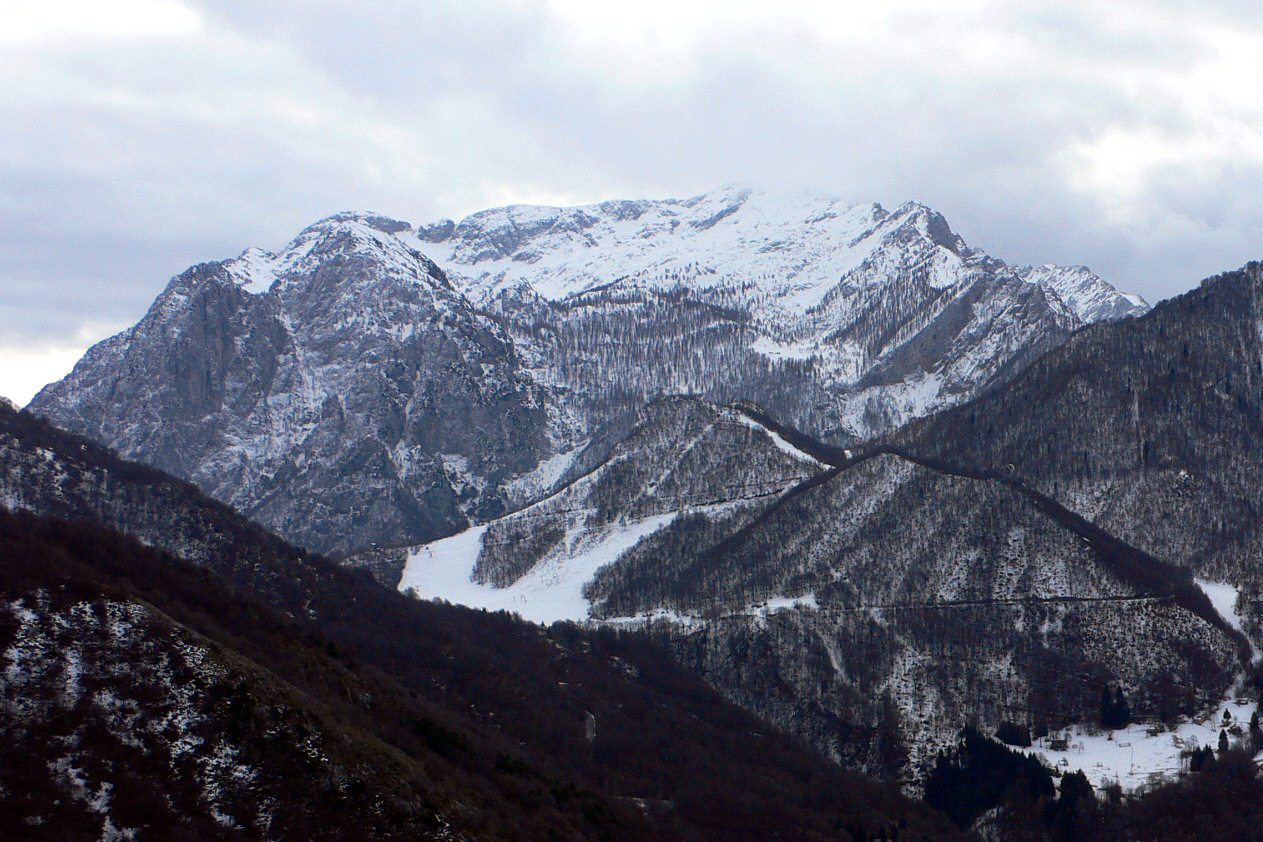